# Okręg wyborczy nr 23 do Sejmu Rzeczypospolitej Polskiej
Okręg wyborczy nr 23 do Sejmu Rzeczypospolitej Polskiej obejmuje obszar miast na prawach powiatu Rzeszowa i Tarnobrzega oraz powiatów dębickiego, kolbuszowskiego, leżajskiego, łańcuckiego, mieleckiego, niżańskiego, ropczycko-sędziszowskiego, rzeszowskiego, stalowowolskiego, strzyżowskiego i tarnobrzeskiego (województwo podkarpackie). W obecnym kształcie został utworzony w 2001. Wybieranych jest w nim 15 posłów w systemie proporcjonalnym.
Siedzibą okręgowej komisji wyborczej jest Rzeszów.

## Wyniki wyborów
| Podział 15 mandatów: SLD–UP: 5 Samoobrona: 2 PSL: 2 PO: 2 PiS: 1 LPR: 3 |

| Podział 15 mandatów: SLD: 1 Samoobrona: 1 PSL: 1 PO: 3 PiS: 7 LPR: 2 |

| Podział 15 mandatów: LiD: 1 PSL: 2 PO: 4 PiS: 8 |

| Podział 15 mandatów: SLD: 1 RP: 1 PSL: 1 PO: 4 PiS: 8 |

| Podział 15 mandatów: K’15: 1 PO: 2 PiS: 12 |

| Podział 15 mandatów: SLD: 1 KO: 2 PSL: 1 Konfederacja: 1 PiS: 10 |

| Podział 15 mandatów: KO: 3 TD: 2 Konfederacja: 1 PiS: 9 |

## Reprezentanci okręgu
| Sejm | Rok  | Poseł KW                    | Poseł KW          | Poseł KW          | Poseł KW                   | Poseł KW          | Poseł KW              | Poseł KW                          | Poseł KW                            | Poseł KW          | Poseł KW     | Poseł KW           | Poseł KW                | Poseł KW       | Poseł KW                 | Poseł KW       | Poseł KW       | Poseł KW      | Poseł KW          | Poseł KW        | Poseł KW     | Poseł KW | Poseł KW     | Poseł KW | Poseł KW      | Poseł KW | Poseł KW            | Poseł KW | Poseł KW      | Poseł KW | Poseł KW                          |
| ---- | ---- | --------------------------- | ----------------- | ----------------- | -------------------------- | ----------------- | --------------------- | --------------------------------- | ----------------------------------- | ----------------- | ------------ | ------------------ | ----------------------- | -------------- | ------------------------ | -------------- | -------------- | ------------- | ----------------- | --------------- | ------------ | -------- | ------------ | -------- | ------------- | -------- | ------------------- | -------- | ------------- | -------- | --------------------------------- |
| IV   | 2001 |                             | Z. Wrzodak LPR    |                   | W. Ciesielski SLD–UP       |                   | E. Brzostowski SLD–UP |                                   | W. Stępień SLD–UP (2001) SLD (2005) |                   | M. Jurek PiS |                    | M. Zbyrowska Samoobrona |                | S. Janas SLD–UP          |                | J. Bury PSL    |               | T. Ferenc SLD–UP  |                 | J. Tomaka PO |          | B. Bujak PSL |          | E. Kantor LPR |          | T. Urban Samoobrona |          | H. Murias LPR |          | K. Skowrońska PO (2001) KO (2019) |
| IV   | 2002 | J. Grobel-Proszowska SLD–UP | Z. Wrzodak LPR    | G. Tuderek SLD–UP | W. Ciesielski SLD–UP       |                   |                       |                                   | W. Stępień SLD–UP (2001) SLD (2005) |                   | M. Jurek PiS |                    | M. Zbyrowska Samoobrona |                | S. Janas SLD–UP          |                | J. Bury PSL    |               |                   |                 | J. Tomaka PO |          | B. Bujak PSL |          | E. Kantor LPR |          | T. Urban Samoobrona |          | H. Murias LPR |          | K. Skowrońska PO (2001) KO (2019) |
| V    | 2005 |                             | Z. Wrzodak LPR    | S. Ożóg PiS       |                            | D. Kłeczek PiS    | A. Szlachta PiS       |                                   | W. Stępień SLD–UP (2001) SLD (2005) | Z. Rynasiewicz PO |              | Z. Chmielowiec PiS | M. Zbyrowska Samoobrona |                | A. Pakuła-Sacharczuk PiS |                | J. Bury PSL    | K. Moskal PiS |                   | K. Gołojuch PiS | J. Tomaka PO |          |              |          |               |          |                     |          | H. Murias LPR |          | K. Skowrońska PO (2001) KO (2019) |
| VI   | 2007 |                             | G. Gęsicka PiS    | S. Ożóg PiS       | K. Popiołek PiS            |                   | A. Szlachta PiS       | T. Kamiński LiD (2007) SLD (2011) |                                     | Z. Rynasiewicz PO | R. Butryn PO | Z. Chmielowiec PiS | A. Błądek PiS           |                | L. Deptuła PSL           |                | J. Bury PSL    | K. Moskal PiS |                   | K. Gołojuch PiS | J. Tomaka PO |          |              |          |               |          |                     |          |               |          | K. Skowrońska PO (2001) KO (2019) |
| VI   | 2010 | J. Warzecha PiS             | W. Rygiel PSL     | S. Ożóg PiS       | K. Popiołek PiS            |                   | A. Szlachta PiS       | T. Kamiński LiD (2007) SLD (2011) |                                     | Z. Rynasiewicz PO | R. Butryn PO | Z. Chmielowiec PiS | A. Błądek PiS           |                |                          |                | J. Bury PSL    | K. Moskal PiS |                   | K. Gołojuch PiS | J. Tomaka PO |          |              |          |               |          |                     |          |               |          | K. Skowrońska PO (2001) KO (2019) |
| VI   | 2011 | J. Warzecha PiS             | W. Rygiel PSL     | S. Ożóg PiS       | K. Popiołek PiS            | M. Pluta PO       | A. Szlachta PiS       | T. Kamiński LiD (2007) SLD (2011) |                                     | Z. Rynasiewicz PO | R. Butryn PO | Z. Chmielowiec PiS | A. Błądek PiS           |                |                          |                | J. Bury PSL    | K. Moskal PiS |                   | K. Gołojuch PiS |              |          |              |          |               |          |                     |          |               |          | K. Skowrońska PO (2001) KO (2019) |
| VII  | 2011 | J. Warzecha PiS             |                   | S. Ożóg PiS       | K. Popiołek PiS            | M. Pluta PO       | A. Szlachta PiS       | T. Kamiński LiD (2007) SLD (2011) | J. Hrynkiewicz PiS                  | Z. Rynasiewicz PO | R. Butryn PO | Z. Chmielowiec PiS |                         | D. Dziadzio RP |                          |                | J. Bury PSL    | K. Moskal PiS |                   | K. Gołojuch PiS |              |          |              |          |               |          |                     |          |               |          | K. Skowrońska PO (2001) KO (2019) |
| VII  | 2014 | J. Warzecha PiS             | A. Błądek PiS     |                   | K. Popiołek PiS            | M. Pluta PO       | A. Szlachta PiS       | T. Kamiński LiD (2007) SLD (2011) | J. Hrynkiewicz PiS                  | Z. Rynasiewicz PO | R. Butryn PO | Z. Chmielowiec PiS |                         | D. Dziadzio RP |                          |                | J. Bury PSL    | K. Moskal PiS |                   | K. Gołojuch PiS |              |          |              |          |               |          |                     |          |               |          | K. Skowrońska PO (2001) KO (2019) |
| VII  | 2015 | J. Warzecha PiS             | A. Błądek PiS     | M. Poręba PO      | K. Popiołek PiS            | M. Pluta PO       | A. Szlachta PiS       | T. Kamiński LiD (2007) SLD (2011) | J. Hrynkiewicz PiS                  |                   | R. Butryn PO | Z. Chmielowiec PiS |                         | D. Dziadzio RP |                          |                | J. Bury PSL    | K. Moskal PiS |                   | K. Gołojuch PiS |              |          |              |          |               |          |                     |          |               |          | K. Skowrońska PO (2001) KO (2019) |
| VIII | 2015 | J. Warzecha PiS             | W. Buczak PiS     | R. Weber PiS      |                            | M. Masłowski K’15 | A. Szlachta PiS       |                                   | J. Hrynkiewicz PiS                  | J. Paul PiS       |              | Z. Chmielowiec PiS | M. Miazga PiS           |                | H. Szydełko PiS          | Z. Gawlik PO   |                | K. Moskal PiS | K. Wróblewska PiS | K. Gołojuch PiS |              |          |              |          |               |          |                     |          |               |          | K. Skowrońska PO (2001) KO (2019) |
| IX   | 2019 | J. Warzecha PiS             | K. Sobolewski PiS | R. Weber PiS      |                            | W. Buż SLD        | E. Leniart PiS        |                                   | G. Braun Konfederacja               | J. Paul PiS       |              | Z. Chmielowiec PiS | S. Tyszka PSL           |                | P. Poncyljusz KO         | M. Warchoł PiS | F. Kapinos PiS | K. Moskal PiS |                   | K. Gołojuch PiS |              |          |              |          |               |          |                     |          |               |          | K. Skowrońska PO (2001) KO (2019) |
| IX   | 2020 | J. Warzecha PiS             | K. Sobolewski PiS | R. Weber PiS      | A. Szlachta PiS            | W. Buż SLD        |                       |                                   | G. Braun Konfederacja               | J. Paul PiS       |              | Z. Chmielowiec PiS | S. Tyszka PSL           |                | P. Poncyljusz KO         | M. Warchoł PiS | F. Kapinos PiS | K. Moskal PiS |                   | K. Gołojuch PiS |              |          |              |          |               |          |                     |          |               |          | K. Skowrońska PO (2001) KO (2019) |
| X    | 2023 | J. Warzecha PiS             | K. Sobolewski PiS | R. Weber PiS      |                            | E. Burkiewicz TD  | E. Leniart PiS        |                                   | G. Braun Konfederacja               | P. Kowal KO       |              | Z. Chmielowiec PiS | A. Dziedzic TD          | Z. Gawlik KO   | Z. Ziobro PiS            | M. Warchoł PiS | F. Kapinos PiS |               |                   | K. Gołojuch PiS |              |          |              |          |               |          |                     |          |               |          | K. Skowrońska PO (2001) KO (2019) |
| X    | 2024 | J. Warzecha PiS             | K. Sobolewski PiS | R. Weber PiS      | M. Połuboczek Konfederacja | E. Burkiewicz TD  | E. Leniart PiS        |                                   |                                     | P. Kowal KO       |              | Z. Chmielowiec PiS | A. Dziedzic TD          | Z. Gawlik KO   | Z. Ziobro PiS            | M. Warchoł PiS | F. Kapinos PiS |               |                   | K. Gołojuch PiS |              |          |              |          |               |          |                     |          |               |          | K. Skowrońska PO (2001) KO (2019) |

### Wybory parlamentarne 2001
| Komitet wyborczy                                      | Komitet wyborczy                              | Głosów  | %     | Mandaty | Wybrani posłowie |
| ----------------------------------------------------- | --------------------------------------------- | ------- | ----- | ------- | --- |
|                                                       | KKW Sojusz Lewicy Demokratycznej – Unia Pracy | 132 686 | 31,19 | 5       | Wiesław Ciesielski, Edward Brzostowski, Władysław Stępień, Stanisław Janas, Tadeusz Ferenc, Joanna Grobel-Proszowska, Grzegorz Tuderek |
|                                                       | Liga Polskich Rodzin                          | 67 123  | 15,78 | 3       | Ewa Kantor, Halina Murias, Zygmunt Wrzodak                                                                                             |
|                                                       | Polskie Stronnictwo Ludowe                    | 58 623  | 13,78 | 2       | Jan Bury, Bolesław Bujak |
|                                                       | Samoobrona Rzeczpospolitej Polskiej           | 43 122  | 10,14 | 2       | Maria Zbyrowska, Tadeusz Urban |
|                                                       | KKW Akcja Wyborcza Solidarność Prawicy        | 42 098  | 9,90  | –       | |
|                                                       | KWW Platforma Obywatelska                     | 37 683  | 8,86  | 2       | Jan Tomaka, Krystyna Skowrońska |
|                                                       | Prawo i Sprawiedliwość                        | 35 782  | 8,41  | 1       | Marek Jurek |
|                                                       | Unia Wolności                                 | 5805    | 1,36  | –       | |
|                                                       | Alternatywa Ruch Społeczny                    | 2461    | 0,58  | –       | |
| Frekwencja: 49,14% Źródło: Państwowa Komisja Wyborcza |                                               |         |       |         | |

Poniższa tabela przedstawia podział mandatów dla komitetów wyborczych na podstawie uzyskanych głosów, a następnie obliczonych ilorazów wyborczych na podstawie zmodyfikowanej metody Sainte-Laguë.
| Podział mandatów dla komitetów wyborczych na podstawie zmodyfikowanej metody Sainte-Laguë | Podział mandatów dla komitetów wyborczych na podstawie zmodyfikowanej metody Sainte-Laguë | Podział mandatów dla komitetów wyborczych na podstawie zmodyfikowanej metody Sainte-Laguë | Podział mandatów dla komitetów wyborczych na podstawie zmodyfikowanej metody Sainte-Laguë | Podział mandatów dla komitetów wyborczych na podstawie zmodyfikowanej metody Sainte-Laguë | Podział mandatów dla komitetów wyborczych na podstawie zmodyfikowanej metody Sainte-Laguë | Podział mandatów dla komitetów wyborczych na podstawie zmodyfikowanej metody Sainte-Laguë | Podział mandatów dla komitetów wyborczych na podstawie zmodyfikowanej metody Sainte-Laguë | Podział mandatów dla komitetów wyborczych na podstawie zmodyfikowanej metody Sainte-Laguë | Podział mandatów dla komitetów wyborczych na podstawie zmodyfikowanej metody Sainte-Laguë | Podział mandatów dla komitetów wyborczych na podstawie zmodyfikowanej metody Sainte-Laguë | Podział mandatów dla komitetów wyborczych na podstawie zmodyfikowanej metody Sainte-Laguë | Podział mandatów dla komitetów wyborczych na podstawie zmodyfikowanej metody Sainte-Laguë |
| Komitet wyborczy                                                                          | Komitet wyborczy                                                                          | Liczba głosów                                                                             | Iloraz wyborczy                                                                           | Iloraz wyborczy                                                                           | Iloraz wyborczy                                                                           | Iloraz wyborczy                                                                           | Iloraz wyborczy                                                                           | Iloraz wyborczy                                                                           | Iloraz wyborczy                                                                           | Iloraz wyborczy                                                                           | Mandaty                                                                                   | TP                                                                                        |
| Komitet wyborczy                                                                          | Komitet wyborczy                                                                          | Liczba głosów                                                                             | /1,4                                                                                      | /3                                                                                        | /5                                                                                        | /7                                                                                        | /9                                                                                        | /11                                                                                       | ...                                                                                       | /29                                                                                       | Mandaty                                                                                   | TP                                                                                        |
| ----------------------------------------------------------------------------------------- | ----------------------------------------------------------------------------------------- | ----------------------------------------------------------------------------------------- | ----------------------------------------------------------------------------------------- | ----------------------------------------------------------------------------------------- | ----------------------------------------------------------------------------------------- | ----------------------------------------------------------------------------------------- | ----------------------------------------------------------------------------------------- | ----------------------------------------------------------------------------------------- | ----------------------------------------------------------------------------------------- | ----------------------------------------------------------------------------------------- | ----------------------------------------------------------------------------------------- | ----------------------------------------------------------------------------------------- |
|                                                                                           | KKW Sojusz Lewicy Demokratycznej – Unia Pracy                                             | 132 686                                                                                   | 94 776                                                                                    | 44 229                                                                                    | 26 537                                                                                    | 18 955                                                                                    | 14 743                                                                                    | 12 062                                                                                    | ...                                                                                       | 3268                                                                                      | 5                                                                                         | 5,31                                                                                      |
|                                                                                           | Liga Polskich Rodzin                                                                      | 67 123                                                                                    | 47 945                                                                                    | 22 374                                                                                    | 13 425                                                                                    | 9589                                                                                      | 7458                                                                                      | 6102                                                                                      | ...                                                                                       | 2315                                                                                      | 3                                                                                         | 2,68                                                                                      |
|                                                                                           | Polskie Stronnictwo Ludowe                                                                | 58 623                                                                                    | 41 874                                                                                    | 19 541                                                                                    | 11 725                                                                                    | 8375                                                                                      | 6514                                                                                      | 5329                                                                                      | ...                                                                                       | 2021                                                                                      | 2                                                                                         | 2,34                                                                                      |
|                                                                                           | Samoobrona Rzeczpospolitej Polskiej                                                       | 43 122                                                                                    | 30 801                                                                                    | 14 374                                                                                    | 8624                                                                                      | 6160                                                                                      | 4791                                                                                      | 3920                                                                                      | ...                                                                                       | 1487                                                                                      | 2                                                                                         | 1,72                                                                                      |
|                                                                                           | KWW Platforma Obywatelska                                                                 | 37 683                                                                                    | 26 916                                                                                    | 12 561                                                                                    | 7537                                                                                      | 5383                                                                                      | 4187                                                                                      | 3426                                                                                      | ...                                                                                       | 1299                                                                                      | 2                                                                                         | 1,51                                                                                      |
|                                                                                           | Prawo i Sprawiedliwość                                                                    | 35 782                                                                                    | 25 559                                                                                    | 11 927                                                                                    | 7156                                                                                      | 5112                                                                                      | 3976                                                                                      | 3253                                                                                      | ...                                                                                       | 1234                                                                                      | 1                                                                                         | 1,43                                                                                      |
| Ogółem                                                                                    | Ogółem                                                                                    | 375 019                                                                                   | —                                                                                         | —                                                                                         | —                                                                                         | —                                                                                         | —                                                                                         | —                                                                                         | —                                                                                         | —                                                                                         | 15                                                                                        | 15                                                                                        |

### Wybory parlamentarne 2005
| Komitet wyborczy                                      | Komitet wyborczy                      | Głosów  | %     | Mandaty | Wybrani posłowie |
| ----------------------------------------------------- | ------------------------------------- | ------- | ----- | ------- | --- |
|                                                       | Prawo i Sprawiedliwość                | 154 001 | 38,20 | 7       | Stanisław Ożóg, Dariusz Kłeczek, Andrzej Szlachta, Zbigniew Chmielowiec, Kazimierz Moskal, Anna Pakuła-Sacharczuk, Kazimierz Gołojuch |
|                                                       | Platforma Obywatelska RP              | 65 502  | 16,25 | 3       | Krystyna Skowrońska, Zbigniew Rynasiewicz, Jan Tomaka                                                                                 |
|                                                       | Liga Polskich Rodzin                  | 52 776  | 13,09 | 2       | Zygmunt Wrzodak, Halina Murias |
|                                                       | Polskie Stronnictwo Ludowe            | 41 302  | 10,24 | 1       | Jan Bury |
|                                                       | Samoobrona Rzeczpospolitej Polskiej   | 31 807  | 7,89  | 1       | Maria Zbyrowska |
|                                                       | Sojusz Lewicy Demokratycznej          | 29 590  | 7,34  | 1       | Władysław Stępień |
|                                                       | Socjaldemokracja Polska               | 8694    | 2,16  | –       | |
|                                                       | Platforma Janusza Korwin-Mikke        | 5370    | 1,33  | –       | |
|                                                       | Ruch Patriotyczny                     | 3619    | 0,90  | –       | |
|                                                       | Partia Demokratyczna – demokraci.pl   | 3433    | 0,85  | –       | |
|                                                       | Dom Ojczysty                          | 2868    | 0,71  | –       | |
|                                                       | Polska Partia Pracy                   | 1876    | 0,47  | –       | |
|                                                       | Polska Partia Narodowa                | 1190    | 0,30  | –       | |
|                                                       | Polska Konfederacja – Godność i Praca | 613     | 0,15  | –       | |
|                                                       | Inicjatywa RP                         | 541     | 0,13  | –       | |
| Frekwencja: 44,24% Źródło: Państwowa Komisja Wyborcza |                                       |         |       |         | |

Poniższa tabela przedstawia podział mandatów dla komitetów wyborczych na podstawie uzyskanych głosów, a następnie obliczonych ilorazów wyborczych na podstawie metody D’Hondta.
| Podział mandatów dla komitetów wyborczych na podstawie metody D’Hondta | Podział mandatów dla komitetów wyborczych na podstawie metody D’Hondta | Podział mandatów dla komitetów wyborczych na podstawie metody D’Hondta | Podział mandatów dla komitetów wyborczych na podstawie metody D’Hondta | Podział mandatów dla komitetów wyborczych na podstawie metody D’Hondta | Podział mandatów dla komitetów wyborczych na podstawie metody D’Hondta | Podział mandatów dla komitetów wyborczych na podstawie metody D’Hondta | Podział mandatów dla komitetów wyborczych na podstawie metody D’Hondta | Podział mandatów dla komitetów wyborczych na podstawie metody D’Hondta | Podział mandatów dla komitetów wyborczych na podstawie metody D’Hondta | Podział mandatów dla komitetów wyborczych na podstawie metody D’Hondta | Podział mandatów dla komitetów wyborczych na podstawie metody D’Hondta | Podział mandatów dla komitetów wyborczych na podstawie metody D’Hondta | Podział mandatów dla komitetów wyborczych na podstawie metody D’Hondta | Podział mandatów dla komitetów wyborczych na podstawie metody D’Hondta |
| Komitet wyborczy                                                       | Komitet wyborczy                                                       | Liczba głosów                                                          | Iloraz wyborczy                                                        | Iloraz wyborczy                                                        | Iloraz wyborczy                                                        | Iloraz wyborczy                                                        | Iloraz wyborczy                                                        | Iloraz wyborczy                                                        | Iloraz wyborczy                                                        | Iloraz wyborczy                                                        | Iloraz wyborczy                                                        | Iloraz wyborczy                                                        | Mandaty                                                                | TP                                                                     |
| Komitet wyborczy                                                       | Komitet wyborczy                                                       | Liczba głosów                                                          | /1                                                                     | /2                                                                     | /3                                                                     | /4                                                                     | /5                                                                     | /6                                                                     | /7                                                                     | /8                                                                     | ...                                                                    | /15                                                                    | Mandaty                                                                | TP                                                                     |
| ---------------------------------------------------------------------- | ---------------------------------------------------------------------- | ---------------------------------------------------------------------- | ---------------------------------------------------------------------- | ---------------------------------------------------------------------- | ---------------------------------------------------------------------- | ---------------------------------------------------------------------- | ---------------------------------------------------------------------- | ---------------------------------------------------------------------- | ---------------------------------------------------------------------- | ---------------------------------------------------------------------- | ---------------------------------------------------------------------- | ---------------------------------------------------------------------- | ---------------------------------------------------------------------- | ---------------------------------------------------------------------- |
|                                                                        | Prawo i Sprawiedliwość                                                 | 154 001                                                                | 154 001                                                                | 77 001                                                                 | 51 334                                                                 | 38 500                                                                 | 30 800                                                                 | 25 667                                                                 | 22 000                                                                 | 19 250                                                                 | ...                                                                    | 10 267                                                                 | 7                                                                      | 6,16                                                                   |
|                                                                        | Platforma Obywatelska RP                                               | 65 502                                                                 | 65 502                                                                 | 32 751                                                                 | 21 834                                                                 | 16 376                                                                 | 13 100                                                                 | 10 917                                                                 | 9357                                                                   | 8188                                                                   | ...                                                                    | 4367                                                                   | 3                                                                      | 2,62                                                                   |
|                                                                        | Liga Polskich Rodzin                                                   | 52 776                                                                 | 52 776                                                                 | 26 388                                                                 | 17 592                                                                 | 13 194                                                                 | 10 555                                                                 | 8796                                                                   | 7539                                                                   | 6597                                                                   | ...                                                                    | 3518                                                                   | 2                                                                      | 2,11                                                                   |
|                                                                        | Polskie Stronnictwo Ludowe                                             | 41 302                                                                 | 41 302                                                                 | 20 651                                                                 | 13 767                                                                 | 10 326                                                                 | 8260                                                                   | 6884                                                                   | 6900                                                                   | 5163                                                                   | ...                                                                    | 2753                                                                   | 1                                                                      | 1,65                                                                   |
|                                                                        | Samoobrona Rzeczpospolitej Polskiej                                    | 31 807                                                                 | 31 807                                                                 | 15 904                                                                 | 10 602                                                                 | 7952                                                                   | 6361                                                                   | 5301                                                                   | 4544                                                                   | 3976                                                                   | ...                                                                    | 2120                                                                   | 1                                                                      | 1,27                                                                   |
|                                                                        | Sojusz Lewicy Demokratycznej                                           | 29 590                                                                 | 29 590                                                                 | 14 795                                                                 | 9863                                                                   | 7398                                                                   | 5918                                                                   | 4932                                                                   | 4227                                                                   | 3699                                                                   | ...                                                                    | 1973                                                                   | 1                                                                      | 1,18                                                                   |
| Ogółem                                                                 | Ogółem                                                                 | 374 978                                                                | —                                                                      | —                                                                      | —                                                                      | —                                                                      | —                                                                      | —                                                                      | —                                                                      | —                                                                      | —                                                                      | —                                                                      | 15                                                                     | 15                                                                     |

### Wybory parlamentarne 2007
| Komitet wyborczy                                      | Komitet wyborczy                      | Głosów  | %     | Mandaty | Wybrani posłowie |
| ----------------------------------------------------- | ------------------------------------- | ------- | ----- | ------- | --- |
|                                                       | Prawo i Sprawiedliwość                | 237 977 | 48,43 | 8       | Stanisław Ożóg, Grażyna Gęsicka, Kazimierz Moskal, Zbigniew Chmielowiec, Andrzej Szlachta, Krzysztof Popiołek, Kazimierz Gołojuch, Antoni Błądek, Jan Warzecha |
|                                                       | Platforma Obywatelska RP              | 136 670 | 27,81 | 4       | Krystyna Skowrońska, Zbigniew Rynasiewicz, Jan Tomaka, Renata Butryn, Mirosław Pluta                                                                           |
|                                                       | Polskie Stronnictwo Ludowe            | 54 843  | 11,16 | 2       | Jan Bury, Leszek Deptuła, Wiesław Rygiel |
|                                                       | KKW Lewica i Demokraci SLD+SDPL+PD+UP | 43 121  | 8,78  | 1       | Tomasz Kamiński |
|                                                       | Liga Polskich Rodzin                  | 9062    | 1,84  | –       | |
|                                                       | Samoobrona Rzeczpospolitej Polskiej   | 5335    | 1,09  | –       | |
|                                                       | Polska Partia Pracy                   | 4355    | 0,89  | –       | |
| Frekwencja: 52,47% Źródło: Państwowa Komisja Wyborcza |                                       |         |       |         | |

Poniższa tabela przedstawia podział mandatów dla komitetów wyborczych na podstawie uzyskanych głosów, a następnie obliczonych ilorazów wyborczych na podstawie metody D’Hondta.
| Podział mandatów dla komitetów wyborczych na podstawie metody D’Hondta | Podział mandatów dla komitetów wyborczych na podstawie metody D’Hondta | Podział mandatów dla komitetów wyborczych na podstawie metody D’Hondta | Podział mandatów dla komitetów wyborczych na podstawie metody D’Hondta | Podział mandatów dla komitetów wyborczych na podstawie metody D’Hondta | Podział mandatów dla komitetów wyborczych na podstawie metody D’Hondta | Podział mandatów dla komitetów wyborczych na podstawie metody D’Hondta | Podział mandatów dla komitetów wyborczych na podstawie metody D’Hondta | Podział mandatów dla komitetów wyborczych na podstawie metody D’Hondta | Podział mandatów dla komitetów wyborczych na podstawie metody D’Hondta | Podział mandatów dla komitetów wyborczych na podstawie metody D’Hondta | Podział mandatów dla komitetów wyborczych na podstawie metody D’Hondta | Podział mandatów dla komitetów wyborczych na podstawie metody D’Hondta | Podział mandatów dla komitetów wyborczych na podstawie metody D’Hondta | Podział mandatów dla komitetów wyborczych na podstawie metody D’Hondta | Podział mandatów dla komitetów wyborczych na podstawie metody D’Hondta |
| Komitet wyborczy                                                       | Komitet wyborczy                                                       | Liczba głosów                                                          | Iloraz wyborczy                                                        | Iloraz wyborczy                                                        | Iloraz wyborczy                                                        | Iloraz wyborczy                                                        | Iloraz wyborczy                                                        | Iloraz wyborczy                                                        | Iloraz wyborczy                                                        | Iloraz wyborczy                                                        | Iloraz wyborczy                                                        | Iloraz wyborczy                                                        | Iloraz wyborczy                                                        | Mandaty                                                                | TP                                                                     |
| Komitet wyborczy                                                       | Komitet wyborczy                                                       | Liczba głosów                                                          | /1                                                                     | /2                                                                     | /3                                                                     | /4                                                                     | /5                                                                     | /6                                                                     | /7                                                                     | /8                                                                     | /9                                                                     | ...                                                                    | /15                                                                    | Mandaty                                                                | TP                                                                     |
| ---------------------------------------------------------------------- | ---------------------------------------------------------------------- | ---------------------------------------------------------------------- | ---------------------------------------------------------------------- | ---------------------------------------------------------------------- | ---------------------------------------------------------------------- | ---------------------------------------------------------------------- | ---------------------------------------------------------------------- | ---------------------------------------------------------------------- | ---------------------------------------------------------------------- | ---------------------------------------------------------------------- | ---------------------------------------------------------------------- | ---------------------------------------------------------------------- | ---------------------------------------------------------------------- | ---------------------------------------------------------------------- | ---------------------------------------------------------------------- |
|                                                                        | Prawo i Sprawiedliwość                                                 | 237 977                                                                | 237 977                                                                | 118 985                                                                | 79 326                                                                 | 59 494                                                                 | 47 595                                                                 | 39 663                                                                 | 33 997                                                                 | 29 747                                                                 | 26 442                                                                 | ...                                                                    | 15 865                                                                 | 8                                                                      | 7,55                                                                   |
|                                                                        | Platforma Obywatelska RP                                               | 136 670                                                                | 136 670                                                                | 68 335                                                                 | 45 557                                                                 | 34 168                                                                 | 27 334                                                                 | 22 778                                                                 | 19 524                                                                 | 17 084                                                                 | 15 186                                                                 | ...                                                                    | 9111                                                                   | 4                                                                      | 4,34                                                                   |
|                                                                        | Polskie Stronnictwo Ludowe                                             | 54 843                                                                 | 54 843                                                                 | 27 422                                                                 | 18 281                                                                 | 13 711                                                                 | 10 969                                                                 | 9141                                                                   | 7835                                                                   | 6855                                                                   | 6094                                                                   | ...                                                                    | 3656                                                                   | 2                                                                      | 1,74                                                                   |
|                                                                        | KKW Lewica i Demokraci SLD+SDPL+PD+UP                                  | 43 121                                                                 | 43 121                                                                 | 21 561                                                                 | 14 374                                                                 | 10 780                                                                 | 8624                                                                   | 7187                                                                   | 6160                                                                   | 5390                                                                   | 4791                                                                   | ...                                                                    | 2875                                                                   | 1                                                                      | 1,37                                                                   |
| Ogółem                                                                 | Ogółem                                                                 | 472 611                                                                | —                                                                      | —                                                                      | —                                                                      | —                                                                      | —                                                                      | —                                                                      | —                                                                      | —                                                                      | —                                                                      | —                                                                      | —                                                                      | 15                                                                     | 15                                                                     |

### Wybory parlamentarne 2011
| Komitet wyborczy                                      | Komitet wyborczy                              | Głosów  | %     | Mandaty | Wybrani posłowie |
| ----------------------------------------------------- | --------------------------------------------- | ------- | ----- | ------- | --- |
|                                                       | Prawo i Sprawiedliwość                        | 219 629 | 48,03 | 8       | Stanisław Ożóg, Józefa Hrynkiewicz, Zbigniew Chmielowiec, Kazimierz Moskal, Andrzej Szlachta, Krzysztof Popiołek, Jan Warzecha, Kazimierz Gołojuch, Antoni Błądek |
|                                                       | Platforma Obywatelska RP                      | 111 871 | 24,46 | 4       | Zbigniew Rynasiewicz, Krystyna Skowrońska, Mirosław Pluta, Renata Butryn, Marek Poręba                                                                            |
|                                                       | Polskie Stronnictwo Ludowe                    | 47 832  | 10,46 | 1       | Jan Bury |
|                                                       | Ruch Palikota                                 | 30 718  | 6,72  | 1       | Dariusz Dziadzio |
|                                                       | Sojusz Lewicy Demokratycznej                  | 25 649  | 5,61  | 1       | Tomasz Kamiński |
|                                                       | Nowa Prawica – Janusza Korwin-Mikke           | 8555    | 1,87  | –       | |
|                                                       | Polska Jest Najważniejsza                     | 8393    | 1,84  | –       | |
|                                                       | Prawica                                       | 2285    | 0,50  | –       | |
|                                                       | Polska Partia Pracy – Sierpień 80             | 1541    | 0,34  | –       | |
|                                                       | Nasz Dom Polska – Samoobrona Andrzeja Leppera | 848     | 0,19  | –       | |
| Frekwencja: 48,75% Źródło: Państwowa Komisja Wyborcza |                                               |         |       |         | |

Poniższa tabela przedstawia podział mandatów dla komitetów wyborczych na podstawie uzyskanych głosów, a następnie obliczonych ilorazów wyborczych na podstawie metody D’Hondta.
| Podział mandatów dla komitetów wyborczych na podstawie metody D’Hondta | Podział mandatów dla komitetów wyborczych na podstawie metody D’Hondta | Podział mandatów dla komitetów wyborczych na podstawie metody D’Hondta | Podział mandatów dla komitetów wyborczych na podstawie metody D’Hondta | Podział mandatów dla komitetów wyborczych na podstawie metody D’Hondta | Podział mandatów dla komitetów wyborczych na podstawie metody D’Hondta | Podział mandatów dla komitetów wyborczych na podstawie metody D’Hondta | Podział mandatów dla komitetów wyborczych na podstawie metody D’Hondta | Podział mandatów dla komitetów wyborczych na podstawie metody D’Hondta | Podział mandatów dla komitetów wyborczych na podstawie metody D’Hondta | Podział mandatów dla komitetów wyborczych na podstawie metody D’Hondta | Podział mandatów dla komitetów wyborczych na podstawie metody D’Hondta | Podział mandatów dla komitetów wyborczych na podstawie metody D’Hondta | Podział mandatów dla komitetów wyborczych na podstawie metody D’Hondta | Podział mandatów dla komitetów wyborczych na podstawie metody D’Hondta | Podział mandatów dla komitetów wyborczych na podstawie metody D’Hondta |
| Komitet wyborczy                                                       | Komitet wyborczy                                                       | Liczba głosów                                                          | Iloraz wyborczy                                                        | Iloraz wyborczy                                                        | Iloraz wyborczy                                                        | Iloraz wyborczy                                                        | Iloraz wyborczy                                                        | Iloraz wyborczy                                                        | Iloraz wyborczy                                                        | Iloraz wyborczy                                                        | Iloraz wyborczy                                                        | Iloraz wyborczy                                                        | Iloraz wyborczy                                                        | Mandaty                                                                | TP                                                                     |
| Komitet wyborczy                                                       | Komitet wyborczy                                                       | Liczba głosów                                                          | /1                                                                     | /2                                                                     | /3                                                                     | /4                                                                     | /5                                                                     | /6                                                                     | /7                                                                     | /8                                                                     | /9                                                                     | ...                                                                    | /15                                                                    | Mandaty                                                                | TP                                                                     |
| ---------------------------------------------------------------------- | ---------------------------------------------------------------------- | ---------------------------------------------------------------------- | ---------------------------------------------------------------------- | ---------------------------------------------------------------------- | ---------------------------------------------------------------------- | ---------------------------------------------------------------------- | ---------------------------------------------------------------------- | ---------------------------------------------------------------------- | ---------------------------------------------------------------------- | ---------------------------------------------------------------------- | ---------------------------------------------------------------------- | ---------------------------------------------------------------------- | ---------------------------------------------------------------------- | ---------------------------------------------------------------------- | ---------------------------------------------------------------------- |
|                                                                        | Prawo i Sprawiedliwość                                                 | 219 629                                                                | 219 629                                                                | 109 815                                                                | 73 210                                                                 | 54 907                                                                 | 43 926                                                                 | 36 605                                                                 | 31 376                                                                 | 27 454                                                                 | 24 403                                                                 | ...                                                                    | 14 642                                                                 | 8                                                                      | 7,56                                                                   |
|                                                                        | Platforma Obywatelska RP                                               | 111 871                                                                | 111 871                                                                | 55 936                                                                 | 37 290                                                                 | 27 968                                                                 | 22 374                                                                 | 18 645                                                                 | 15 982                                                                 | 13 984                                                                 | 12 430                                                                 | ...                                                                    | 7458                                                                   | 4                                                                      | 3,85                                                                   |
|                                                                        | Polskie Stronnictwo Ludowe                                             | 47 832                                                                 | 47 832                                                                 | 23 916                                                                 | 15 944                                                                 | 11 958                                                                 | 9566                                                                   | 7972                                                                   | 6833                                                                   | 5979                                                                   | 5315                                                                   | ...                                                                    | 3189                                                                   | 1                                                                      | 1,65                                                                   |
|                                                                        | Ruch Palikota                                                          | 30 718                                                                 | 30 718                                                                 | 15 359                                                                 | 10 239                                                                 | 7680                                                                   | 6144                                                                   | 5120                                                                   | 4388                                                                   | 3840                                                                   | 3413                                                                   | ...                                                                    | 2048                                                                   | 1                                                                      | 1,06                                                                   |
|                                                                        | Sojusz Lewicy Demokratycznej                                           | 25 649                                                                 | 25 649                                                                 | 12 825                                                                 | 8550                                                                   | 6412                                                                   | 5130                                                                   | 4275                                                                   | 3664                                                                   | 3206                                                                   | 2850                                                                   | ...                                                                    | 1710                                                                   | 1                                                                      | 0,88                                                                   |
| Ogółem                                                                 | Ogółem                                                                 | 435 699                                                                | —                                                                      | —                                                                      | —                                                                      | —                                                                      | —                                                                      | —                                                                      | —                                                                      | —                                                                      | —                                                                      | —                                                                      | —                                                                      | 15                                                                     | 15                                                                     |

### Wybory parlamentarne 2015
| Komitet wyborczy                                      | Komitet wyborczy                             | Głosów  | %     | Mandaty | Wybrani posłowie |
| ----------------------------------------------------- | -------------------------------------------- | ------- | ----- | ------- | --- |
|                                                       | Prawo i Sprawiedliwość                       | 284 642 | 56,11 | 12      | Józefa Hrynkiewicz, Andrzej Szlachta, Kazimierz Moskal, Kazimierz Gołojuch, Wojciech Buczak, Zbigniew Chmielowiec, Rafał Weber, Jan Warzecha, Jerzy Paul, Mieczysław Miazga, Halina Szydełko, Krystyna Wróblewska |
|                                                       | Platforma Obywatelska RP                     | 66 516  | 13,11 | 2       | Krystyna Skowrońska, Zdzisław Gawlik |
|                                                       | KWW Kukiz’15                                 | 47 071  | 9,28  | 1       | Maciej Masłowski |
|                                                       | KORWiN                                       | 25 163  | 4,96  | –       | |
|                                                       | Polskie Stronnictwo Ludowe                   | 23 667  | 4,67  | –       | |
|                                                       | KKW Zjednoczona Lewica SLD+TR+PPS+UP+Zieloni | 22 409  | 4,42  | –       | |
|                                                       | Nowoczesna Ryszarda Petru                    | 21 106  | 4,16  | –       | |
|                                                       | Partia Razem                                 | 11 623  | 2,29  | –       | |
|                                                       | KWW Zbigniewa Stonogi                        | 2919    | 0,58  | –       | |
|                                                       | KWW Grzegorza Brauna „Szczęść Boże!”         | 1363    | 0,27  | –       | |
|                                                       | Kongres Nowej Prawicy                        | 778     | 0,15  | –       | |
| Frekwencja: 52,56% Źródło: Państwowa Komisja Wyborcza |                                              |         |       |         | |

Poniższa tabela przedstawia podział mandatów dla komitetów wyborczych na podstawie uzyskanych głosów, a następnie obliczonych ilorazów wyborczych na podstawie metody D’Hondta.
| Podział mandatów dla komitetów wyborczych na podstawie metody D’Hondta | Podział mandatów dla komitetów wyborczych na podstawie metody D’Hondta | Podział mandatów dla komitetów wyborczych na podstawie metody D’Hondta | Podział mandatów dla komitetów wyborczych na podstawie metody D’Hondta | Podział mandatów dla komitetów wyborczych na podstawie metody D’Hondta | Podział mandatów dla komitetów wyborczych na podstawie metody D’Hondta | Podział mandatów dla komitetów wyborczych na podstawie metody D’Hondta | Podział mandatów dla komitetów wyborczych na podstawie metody D’Hondta | Podział mandatów dla komitetów wyborczych na podstawie metody D’Hondta | Podział mandatów dla komitetów wyborczych na podstawie metody D’Hondta | Podział mandatów dla komitetów wyborczych na podstawie metody D’Hondta | Podział mandatów dla komitetów wyborczych na podstawie metody D’Hondta | Podział mandatów dla komitetów wyborczych na podstawie metody D’Hondta | Podział mandatów dla komitetów wyborczych na podstawie metody D’Hondta | Podział mandatów dla komitetów wyborczych na podstawie metody D’Hondta | Podział mandatów dla komitetów wyborczych na podstawie metody D’Hondta | Podział mandatów dla komitetów wyborczych na podstawie metody D’Hondta | Podział mandatów dla komitetów wyborczych na podstawie metody D’Hondta | Podział mandatów dla komitetów wyborczych na podstawie metody D’Hondta | Podział mandatów dla komitetów wyborczych na podstawie metody D’Hondta |
| Komitet wyborczy                                                       | Komitet wyborczy                                                       | Liczba głosów                                                          | Iloraz wyborczy                                                        | Iloraz wyborczy                                                        | Iloraz wyborczy                                                        | Iloraz wyborczy                                                        | Iloraz wyborczy                                                        | Iloraz wyborczy                                                        | Iloraz wyborczy                                                        | Iloraz wyborczy                                                        | Iloraz wyborczy                                                        | Iloraz wyborczy                                                        | Iloraz wyborczy                                                        | Iloraz wyborczy                                                        | Iloraz wyborczy                                                        | Iloraz wyborczy                                                        | Iloraz wyborczy                                                        | Mandaty                                                                | TP                                                                     |
| Komitet wyborczy                                                       | Komitet wyborczy                                                       | Liczba głosów                                                          | /1                                                                     | /2                                                                     | /3                                                                     | /4                                                                     | /5                                                                     | /6                                                                     | /7                                                                     | /8                                                                     | /9                                                                     | /10                                                                    | /11                                                                    | /12                                                                    | /13                                                                    | /14                                                                    | /15                                                                    | Mandaty                                                                | TP                                                                     |
| ---------------------------------------------------------------------- | ---------------------------------------------------------------------- | ---------------------------------------------------------------------- | ---------------------------------------------------------------------- | ---------------------------------------------------------------------- | ---------------------------------------------------------------------- | ---------------------------------------------------------------------- | ---------------------------------------------------------------------- | ---------------------------------------------------------------------- | ---------------------------------------------------------------------- | ---------------------------------------------------------------------- | ---------------------------------------------------------------------- | ---------------------------------------------------------------------- | ---------------------------------------------------------------------- | ---------------------------------------------------------------------- | ---------------------------------------------------------------------- | ---------------------------------------------------------------------- | ---------------------------------------------------------------------- | ---------------------------------------------------------------------- | ---------------------------------------------------------------------- |
|                                                                        | Prawo i Sprawiedliwość                                                 | 284 642                                                                | 284 642                                                                | 142 321                                                                | 94 881                                                                 | 71 161                                                                 | 56 928                                                                 | 47 440                                                                 | 40 663                                                                 | 35 580                                                                 | 31 627                                                                 | 28 464                                                                 | 25 877                                                                 | 23 720                                                                 | 21 896                                                                 | 20 332                                                                 | 18 976                                                                 | 12                                                                     | 9,64                                                                   |
|                                                                        | Platforma Obywatelska RP                                               | 66 516                                                                 | 66 516                                                                 | 33 258                                                                 | 22 172                                                                 | 16 629                                                                 | 13 303                                                                 | 11 086                                                                 | 9502                                                                   | 8315                                                                   | 8391                                                                   | 6652                                                                   | 6047                                                                   | 5543                                                                   | 5117                                                                   | 4751                                                                   | 4434                                                                   | 2                                                                      | 2,25                                                                   |
|                                                                        | KWW Kukiz’15                                                           | 47 071                                                                 | 47 071                                                                 | 23 536                                                                 | 15 690                                                                 | 11 768                                                                 | 9414                                                                   | 7845                                                                   | 6724                                                                   | 5884                                                                   | 5230                                                                   | 4707                                                                   | 4279                                                                   | 3923                                                                   | 3621                                                                   | 3362                                                                   | 3138                                                                   | 1                                                                      | 1,60                                                                   |
|                                                                        | Polskie Stronnictwo Ludowe                                             | 23 667                                                                 | 23 667                                                                 | 11 834                                                                 | 7889                                                                   | 5917                                                                   | 4733                                                                   | 3945                                                                   | 3381                                                                   | 2958                                                                   | 2630                                                                   | 2367                                                                   | 2152                                                                   | 1972                                                                   | 1821                                                                   | 1691                                                                   | 1578                                                                   | 0                                                                      | 0,80                                                                   |
|                                                                        | Nowoczesna Ryszarda Petru                                              | 21 106                                                                 | 21 106                                                                 | 10 553                                                                 | 7035                                                                   | 5277                                                                   | 4221                                                                   | 3518                                                                   | 3015                                                                   | 2638                                                                   | 2345                                                                   | 2111                                                                   | 1919                                                                   | 1759                                                                   | 1624                                                                   | 1508                                                                   | 1407                                                                   | 0                                                                      | 0,71                                                                   |
| Ogółem                                                                 | Ogółem                                                                 | 443 002                                                                | —                                                                      | —                                                                      | —                                                                      | —                                                                      | —                                                                      | —                                                                      | —                                                                      | —                                                                      | —                                                                      | —                                                                      | —                                                                      | —                                                                      | —                                                                      | —                                                                      | —                                                                      | 15                                                                     | 15                                                                     |

### Wybory parlamentarne 2019
| Komitet wyborczy                                      | Komitet wyborczy                           | Głosów  | %     | Mandaty | Wybrani posłowie |
| ----------------------------------------------------- | ------------------------------------------ | ------- | ----- | ------- | --- |
|                                                       | Prawo i Sprawiedliwość                     | 367 268 | 62,38 | 10      | Krzysztof Sobolewski, Ewa Leniart, Marcin Warchoł, Rafał Weber, Zbigniew Chmielowiec, Jan Warzecha, Fryderyk Kapinos, Kazimierz Gołojuch, Kazimierz Moskal, Jerzy Paul, Andrzej Szlachta |
|                                                       | KKW Koalicja Obywatelska PO .N iPL Zieloni | 84 703  | 14,39 | 2       | Paweł Poncyljusz, Krystyna Skowrońska |
|                                                       | Konfederacja Wolność i Niepodległość       | 48 600  | 8,25  | 1       | Grzegorz Braun |
|                                                       | Polskie Stronnictwo Ludowe                 | 45 868  | 7,79  | 1       | Stanisław Tyszka |
|                                                       | Sojusz Lewicy Demokratycznej               | 38 817  | 6,59  | 1       | Wiesław Buż |
|                                                       | Skuteczni Piotra Liroya-Marca              | 3530    | 0,60  | –       | |
| Frekwencja: 60,13% Źródło: Państwowa Komisja Wyborcza |                                            |         |       |         | |

Poniższa tabela przedstawia podział mandatów dla komitetów wyborczych na podstawie uzyskanych głosów, a następnie obliczonych ilorazów wyborczych na podstawie metody D’Hondta.
| Podział mandatów dla komitetów wyborczych na podstawie metody D’Hondta | Podział mandatów dla komitetów wyborczych na podstawie metody D’Hondta | Podział mandatów dla komitetów wyborczych na podstawie metody D’Hondta | Podział mandatów dla komitetów wyborczych na podstawie metody D’Hondta | Podział mandatów dla komitetów wyborczych na podstawie metody D’Hondta | Podział mandatów dla komitetów wyborczych na podstawie metody D’Hondta | Podział mandatów dla komitetów wyborczych na podstawie metody D’Hondta | Podział mandatów dla komitetów wyborczych na podstawie metody D’Hondta | Podział mandatów dla komitetów wyborczych na podstawie metody D’Hondta | Podział mandatów dla komitetów wyborczych na podstawie metody D’Hondta | Podział mandatów dla komitetów wyborczych na podstawie metody D’Hondta | Podział mandatów dla komitetów wyborczych na podstawie metody D’Hondta | Podział mandatów dla komitetów wyborczych na podstawie metody D’Hondta | Podział mandatów dla komitetów wyborczych na podstawie metody D’Hondta | Podział mandatów dla komitetów wyborczych na podstawie metody D’Hondta | Podział mandatów dla komitetów wyborczych na podstawie metody D’Hondta | Podział mandatów dla komitetów wyborczych na podstawie metody D’Hondta | Podział mandatów dla komitetów wyborczych na podstawie metody D’Hondta |
| Komitet wyborczy                                                       | Komitet wyborczy                                                       | Liczba głosów                                                          | Iloraz wyborczy                                                        | Iloraz wyborczy                                                        | Iloraz wyborczy                                                        | Iloraz wyborczy                                                        | Iloraz wyborczy                                                        | Iloraz wyborczy                                                        | Iloraz wyborczy                                                        | Iloraz wyborczy                                                        | Iloraz wyborczy                                                        | Iloraz wyborczy                                                        | Iloraz wyborczy                                                        | Iloraz wyborczy                                                        | Iloraz wyborczy                                                        | Mandaty                                                                | TP                                                                     |
| Komitet wyborczy                                                       | Komitet wyborczy                                                       | Liczba głosów                                                          | /1                                                                     | /2                                                                     | /3                                                                     | /4                                                                     | /5                                                                     | /6                                                                     | /7                                                                     | /8                                                                     | /9                                                                     | /10                                                                    | /11                                                                    | ...                                                                    | /15                                                                    | Mandaty                                                                | TP                                                                     |
| ---------------------------------------------------------------------- | ---------------------------------------------------------------------- | ---------------------------------------------------------------------- | ---------------------------------------------------------------------- | ---------------------------------------------------------------------- | ---------------------------------------------------------------------- | ---------------------------------------------------------------------- | ---------------------------------------------------------------------- | ---------------------------------------------------------------------- | ---------------------------------------------------------------------- | ---------------------------------------------------------------------- | ---------------------------------------------------------------------- | ---------------------------------------------------------------------- | ---------------------------------------------------------------------- | ---------------------------------------------------------------------- | ---------------------------------------------------------------------- | ---------------------------------------------------------------------- | ---------------------------------------------------------------------- |
|                                                                        | Prawo i Sprawiedliwość                                                 | 367 268                                                                | 367 268                                                                | 183 634                                                                | 122 423                                                                | 91 817                                                                 | 73 454                                                                 | 61 211                                                                 | 52 467                                                                 | 45 909                                                                 | 40 808                                                                 | 36 727                                                                 | 33 388                                                                 | ...                                                                    | 24 485                                                                 | 10                                                                     | 9,41                                                                   |
|                                                                        | KKW Koalicja Obywatelska PO .N iPL Zieloni                             | 84 703                                                                 | 84 703                                                                 | 42 352                                                                 | 28 234                                                                 | 21 176                                                                 | 16 941                                                                 | 14 117                                                                 | 12 100                                                                 | 10 588                                                                 | 9411                                                                   | 8470                                                                   | 7700                                                                   | ...                                                                    | 5647                                                                   | 2                                                                      | 2,17                                                                   |
|                                                                        | Konfederacja Wolność i Niepodległość                                   | 48 600                                                                 | 48 600                                                                 | 24 300                                                                 | 16 200                                                                 | 12 150                                                                 | 9720                                                                   | 8100                                                                   | 6943                                                                   | 6075                                                                   | 5400                                                                   | 4860                                                                   | 4418                                                                   | ...                                                                    | 3240                                                                   | 1                                                                      | 1,25                                                                   |
|                                                                        | Polskie Stronnictwo Ludowe                                             | 45 868                                                                 | 45 868                                                                 | 22 934                                                                 | 15 289                                                                 | 11 467                                                                 | 9147                                                                   | 7645                                                                   | 6553                                                                   | 5734                                                                   | 5096                                                                   | 4587                                                                   | 4170                                                                   | ...                                                                    | 3058                                                                   | 1                                                                      | 1,18                                                                   |
|                                                                        | Sojusz Lewicy Demokratycznej                                           | 38 817                                                                 | 38 817                                                                 | 19 409                                                                 | 12 939                                                                 | 9704                                                                   | 7763                                                                   | 6470                                                                   | 5545                                                                   | 4852                                                                   | 4313                                                                   | 3882                                                                   | 3529                                                                   | ...                                                                    | 2588                                                                   | 1                                                                      | 0,99                                                                   |
| Ogółem                                                                 | Ogółem                                                                 | 585 256                                                                | —                                                                      | —                                                                      | —                                                                      | —                                                                      | —                                                                      | —                                                                      | —                                                                      | —                                                                      | —                                                                      | —                                                                      | —                                                                      | —                                                                      | —                                                                      | 15                                                                     | 15                                                                     |

### Wybory parlamentarne 2023
| Komitet wyborczy                                      | Komitet wyborczy                                                           | Głosów  | %     | Mandaty | Wybrani posłowie |
| ----------------------------------------------------- | -------------------------------------------------------------------------- | ------- | ----- | ------- | --- |
|                                                       | Prawo i Sprawiedliwość                                                     | 347 688 | 51,60 | 9       | Zbigniew Ziobro, Ewa Leniart, Rafał Weber, Marcin Warchoł, Zbigniew Chmielowiec, Krzysztof Sobolewski, Fryderyk Kapinos, Kazimierz Gołojuch, Jan Warzecha |
|                                                       | KKW Koalicja Obywatelska PO .N iPL Zieloni                                 | 119 259 | 17,70 | 3       | Paweł Kowal, Krystyna Skowrońska, Zdzisław Gawlik |
|                                                       | KKW Trzecia Droga Polska 2050 Szymona Hołowni – Polskie Stronnictwo Ludowe | 83 676  | 12,42 | 2       | Adam Dziedzic, Elżbieta Burkiewicz |
|                                                       | Konfederacja Wolność i Niepodległość                                       | 63 854  | 9,48  | 1       | Grzegorz Braun, Michał Połuboczek |
|                                                       | Nowa Lewica                                                                | 32 828  | 4,87  | –       | |
|                                                       | Polska Jest Jedna                                                          | 16 169  | 2,40  | –       | |
|                                                       | Bezpartyjni Samorządowcy                                                   | 10 302  | 1,53  | –       | |
| Frekwencja: 71,46% Źródło: Państwowa Komisja Wyborcza |                                                                            |         |       |         | |

Poniższa tabela przedstawia podział mandatów dla komitetów wyborczych na podstawie uzyskanych głosów, a następnie obliczonych ilorazów wyborczych na podstawie metody D’Hondta.
| Podział mandatów dla komitetów wyborczych na podstawie metody D’Hondta | Podział mandatów dla komitetów wyborczych na podstawie metody D’Hondta     | Podział mandatów dla komitetów wyborczych na podstawie metody D’Hondta | Podział mandatów dla komitetów wyborczych na podstawie metody D’Hondta | Podział mandatów dla komitetów wyborczych na podstawie metody D’Hondta | Podział mandatów dla komitetów wyborczych na podstawie metody D’Hondta | Podział mandatów dla komitetów wyborczych na podstawie metody D’Hondta | Podział mandatów dla komitetów wyborczych na podstawie metody D’Hondta | Podział mandatów dla komitetów wyborczych na podstawie metody D’Hondta | Podział mandatów dla komitetów wyborczych na podstawie metody D’Hondta | Podział mandatów dla komitetów wyborczych na podstawie metody D’Hondta | Podział mandatów dla komitetów wyborczych na podstawie metody D’Hondta | Podział mandatów dla komitetów wyborczych na podstawie metody D’Hondta | Podział mandatów dla komitetów wyborczych na podstawie metody D’Hondta | Podział mandatów dla komitetów wyborczych na podstawie metody D’Hondta | Podział mandatów dla komitetów wyborczych na podstawie metody D’Hondta | Podział mandatów dla komitetów wyborczych na podstawie metody D’Hondta |
| Komitet wyborczy                                                       | Komitet wyborczy                                                           | Liczba głosów                                                          | Iloraz wyborczy                                                        | Iloraz wyborczy                                                        | Iloraz wyborczy                                                        | Iloraz wyborczy                                                        | Iloraz wyborczy                                                        | Iloraz wyborczy                                                        | Iloraz wyborczy                                                        | Iloraz wyborczy                                                        | Iloraz wyborczy                                                        | Iloraz wyborczy                                                        | Iloraz wyborczy                                                        | Iloraz wyborczy                                                        | Mandaty                                                                | TP                                                                     |
| Komitet wyborczy                                                       | Komitet wyborczy                                                           | Liczba głosów                                                          | /1                                                                     | /2                                                                     | /3                                                                     | /4                                                                     | /5                                                                     | /6                                                                     | /7                                                                     | /8                                                                     | /9                                                                     | /10                                                                    | ...                                                                    | /15                                                                    | Mandaty                                                                | TP                                                                     |
| ---------------------------------------------------------------------- | -------------------------------------------------------------------------- | ---------------------------------------------------------------------- | ---------------------------------------------------------------------- | ---------------------------------------------------------------------- | ---------------------------------------------------------------------- | ---------------------------------------------------------------------- | ---------------------------------------------------------------------- | ---------------------------------------------------------------------- | ---------------------------------------------------------------------- | ---------------------------------------------------------------------- | ---------------------------------------------------------------------- | ---------------------------------------------------------------------- | ---------------------------------------------------------------------- | ---------------------------------------------------------------------- | ---------------------------------------------------------------------- | ---------------------------------------------------------------------- |
|                                                                        | Prawo i Sprawiedliwość                                                     | 347 688                                                                | 347 688                                                                | 173 844                                                                | 115 896                                                                | 86 922                                                                 | 69 538                                                                 | 57 948                                                                 | 49 670                                                                 | 43 461                                                                 | 38 632                                                                 | 34 769                                                                 | ...                                                                    | 23 179                                                                 | 9                                                                      | 8,06                                                                   |
|                                                                        | KKW Koalicja Obywatelska PO .N iPL Zieloni                                 | 119 259                                                                | 119 259                                                                | 59 630                                                                 | 39 753                                                                 | 29 815                                                                 | 23 852                                                                 | 19 877                                                                 | 17 037                                                                 | 14 907                                                                 | 13 251                                                                 | 11 926                                                                 | ...                                                                    | 7951                                                                   | 3                                                                      | 2,76                                                                   |
|                                                                        | KKW Trzecia Droga Polska 2050 Szymona Hołowni – Polskie Stronnictwo Ludowe | 83 676                                                                 | 83 676                                                                 | 41 838                                                                 | 27 892                                                                 | 20 919                                                                 | 16 735                                                                 | 13 946                                                                 | 11 954                                                                 | 10 460                                                                 | 9297                                                                   | 8368                                                                   | ...                                                                    | 5578                                                                   | 2                                                                      | 1,94                                                                   |
|                                                                        | Konfederacja Wolność i Niepodległość                                       | 63 854                                                                 | 63 854                                                                 | 31 927                                                                 | 21 285                                                                 | 15 964                                                                 | 12 771                                                                 | 10 642                                                                 | 9122                                                                   | 7982                                                                   | 7095                                                                   | 6385                                                                   | ...                                                                    | 4257                                                                   | 1                                                                      | 1,48                                                                   |
|                                                                        | Nowa Lewica                                                                | 32 828                                                                 | 32 828                                                                 | 16 414                                                                 | 10 943                                                                 | 8207                                                                   | 6566                                                                   | 5471                                                                   | 4690                                                                   | 4104                                                                   | 3648                                                                   | 3283                                                                   | ...                                                                    | 2189                                                                   | 0                                                                      | 0,76                                                                   |
| Ogółem                                                                 | Ogółem                                                                     | 647 305                                                                | —                                                                      | —                                                                      | —                                                                      | —                                                                      | —                                                                      | —                                                                      | —                                                                      | —                                                                      | —                                                                      | —                                                                      | —                                                                      | —                                                                      | 15                                                                     | 15                                                                     |